# Kodowanie procentowe
Kodowanie procentowe (ang. percent-encoding), znane także jako kodowanie URL (ang. URL encoding) – mechanizm kodowania informacji w URI, obecnie definiowany w RFC3986. Głównie jest używane do kodowania danych przesyłanych przez zapytanie GET w adresie URL. Nazwę zawdzięcza temu, że dany bajt po zakodowaniu zaczyna się znakiem procentu. Kodowanie bajtu polega na zamianie jego na dwucyfrową wartość heksadecymalną zapisaną w ASCII i poprzedzeniu tego procentem (czyli każdy zakodowany bajt jest zapisany za pomocą trójki znaków). Nie trzeba kodować znaków od A do Z, od a do z, od 0 do 9, oraz znaków „-”, „_”, „.”,„~”. Spację można zamienić na znak „+”. Jeśli znak ma specjalne znaczenie w URI (np. „/”), to nie jest kodowany, chyba że występuje w danych.

## Przykład w zapytaniu GET
Mamy formularz HTML
form.html
```
<
meta
 
charset
=
"utf-8"
/>

<
form
 
action
=
"http://www.w3schools.com/html/html_forms.asp"
 
method
=
"get"
>

 
<
input
 
type
=
"text"
 
name
=
"imie"
 
value
=
"Karol Łukasz"
>

 
<
input
 
type
=
"text"
 
name
=
"haslo/kod"
 
value
=
"4/2_a=8+4=_ ?"
>

 
<
input
 
type
=
"submit"
 
value
=
"Wyslij"
>

</
form
>

```

Po kliknięciu w przeglądarce wyśle ona dane poprzez przejście na stronę:
http://www.w3schools.com/html/html_forms.asp?imie=Karol+%C5%81ukasz&haslo%2Fkod=4%2F2_a%3D8%2B4%3D_+%3F
1. Jeśli znak „/” występuje w danych, to podlega on kodowaniu do „%2F”. Jeśli jednak ten znak ma specjalne znaczenie przy nazwie protokołu lub rozdziela katalogi, to nie podlega kodowaniu. Podobnie jest ze znakami specjalnymi „?”, „=”, „&”.
2. Litery spoza zakresu ASCII zostają zakodowane. W tym wypadku „Ł” jako „%C5%81”, ponieważ w UTF-8 ta litera jest zapisywana za pomocą dwóch bajtów, to obydwa trzeba było zakodować procentowo.